# Clementeoff
Clementeoff var en svensk och finländsk adelsätt av ryskt ursprung och en av de så kallade bajorsläkterna.
Ättens ryska namn var Kleméntjev (Клементьев) och den är först känd med den nedanstående Michails farfars far, godsägaren Andrej Klementjevitj Klementjev (fl. cirka 1500), redan då i Novgorodområdet. Släkten trädde i svensk tjänst med Michail Funikovitj/Afanasjevitj Klementjev och flera av hans vuxna barn i samband med de svensk-ryska fredsförhandlingarna 1616 i slutskedet av den Stora oredan. I svenska traditionella genealogier är släktleden före Michail Klementiev (”Mikael Clementeoff”) okända och en av hans sonsöner utges vara hans enda barn. Michail Klementiev, som var bosatt i Koporje län i Ingermanland där han bland annat hade godset Osegina hof, hade fyra söner och en dotter.
Löjtnanten Wasili Clementeoff erhöll svenskt sköldebrev 10 augusti 1680 såsom härstammande från en urgammal rysk bojarfamilj men ätten introducerades först 1756 på Sveriges riddarhus under nr 1956 bland adliga ätter. På Finlands riddarhus immatrikulerades den 6 februari 1818 under nr 132 bland adliga ätter.
Den finländska adliga ätten dog på svärdssidan ut 1843 med kaptenen i rysk tjänst Henrik Volmar Clementeoff, på spinnsidan 1852 med Lovisa Margareta Clementeoff, gift friherrinnan Hierta. Den svenska adliga ätten utdog på svärdssidan 1889 med kaptenen och postmästaren i Piteå Fredrik Gustaf Clementeoff och på spinnsidan 1924 med hans dotter, poststationsföreståndaren Hedvig Sofia Clementeoff.